# Xian de Jishan
Le xian de Jishan (稷山县 ; pinyin : Jìshān Xiàn) est un district administratif de la province du Shanxi en Chine. Il est placé sous la juridiction de la ville-préfecture de Yuncheng.

## Démographie
La population du district était de 320 169 habitants en 1999.